# Kabinetsspørgsmål
Et kabinetsspørgsmål er et forslag (f.eks. vedrørende en lovpakke), der af en regering sættes til afstemning i folketinget, hvor regeringen på forhånd har meddelt, at den vil træde tilbage og/eller udskrive valg, hvis den kommer i mindretal i det pågældende spørgsmål. 